# Twerk

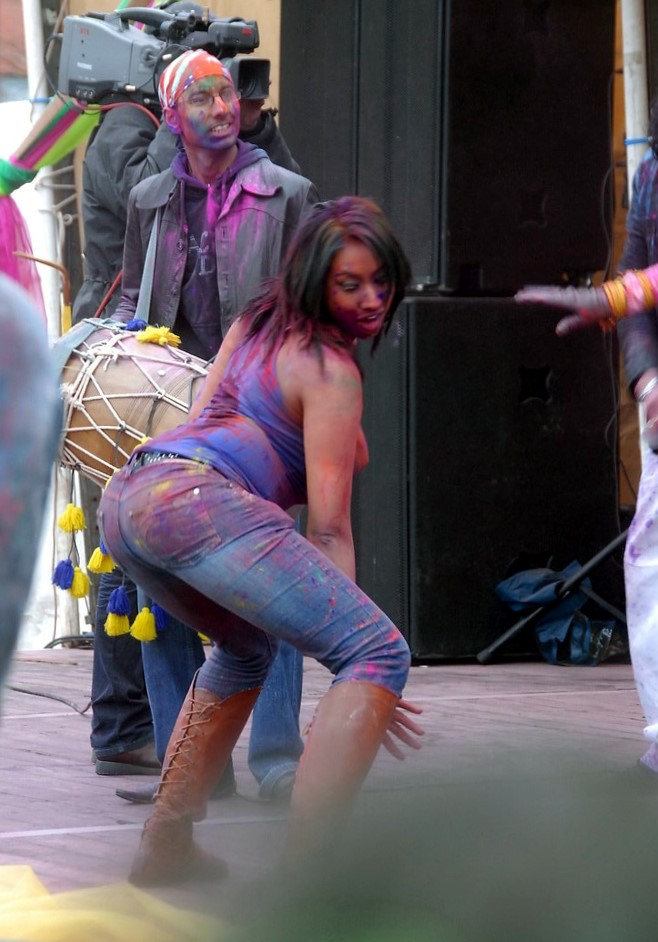
Une femme twerkant lors d'un concert (2008).

Le twerk (en anglais twerking), est une danse sensuelle, où la danseuse remue hanches et fesses.  
Le terme est un mot-valise formé à partir des deux lettres initiales de twist et les trois lettres finales de jerk, du nom des danses auxquelles il emprunte certains mouvements et déhanchés.
Cette danse est une variation du mapouka et du soukous, danses de Côte d’Ivoire et du Congo. Depuis la fin des années 1990, le twerk a été associé à la bounce music du Dirty South et a été diffusé par l'intermédiaire de vidéos de hip-hop et de sites en vogue de partage de vidéo-clips depuis le milieu des années 2000.

## Description
Entré dans l'Oxford English Dictionary en 2013, le twerking y est défini comme le fait de « danser sur de la musique populaire de manière osée et provocante en faisant des mouvements de hanches et en s'accroupissant »,. Le danseur — généralement une femme — secoue les fesses d'une manière provocante, alors qu'elle est accroupie.

## Origines
Les origines de la danse remontent au Bounce, une danse de La Nouvelle-Orléans. Fannie Sosa, professeur de danse à Paris, explique que « le Twerking [...] est une danse issue des diasporas africaines dont les populations ont été le plus souvent redistribuées et assignées aux périphéries urbaines, aux ghettos des grandes villes »,.
En 1990, la chanteuse Cher avec son clip de The Shoop Shoop Song(It's In His Kiss) (Alternate version) montre Winona Rider et Christina Ricci alors jeune effectuer à plusieurs reprises un Twerk.
En 1993, le rappeur de La Nouvelle-Orléans DJ Jubilee (en) fait paraître son single Do The Jubilee All, chanson qui est le premier enregistrement où est utilisé le mot twerk (« Twerk baby, twerk baby, twerk, twerk, twerk »).
En 1995, le rappeur Cheeky Blakk lui dédie une chanson intitulée Something Twerk. Alors encore dépourvu de toute connotation sexuelle, le verbe se retrouve rapidement inclus dans une multitude de chansons et les clips vidéos de la scène musicale de La Nouvelle-Orléans montrent à l’envi cette nouvelle danse. Popularisé par le milieu hip-hop, le twerk rejoint les clubs de strip-tease de Houston et d’Atlanta. Rapidement, le phénomène s’impose sur les pistes de danse américaines, mais aussi en Jamaïque et en Afrique de l’Ouest.

## Diffusion

### Dans le monde
Cette danse connait un certain succès, grâce notamment à des clips vidéos, comme « Express Yourself » de Nicky Da B, sorti en 2012, le clip de la chanteuse Miley Cyrus « We Can't Stop », sorti en 2013, ou encore Anaconda de Nicki Minaj, sorti en 2014. En 2017, la chanson Mo Bounce d'Iggy Azalea est une ode au twerk. 
La chanson de Miley Cyrus fit couler beaucoup d'encre, à propos de sa prestation scénique avec Robin Thicke lors du medley « We Can't Stop » / « Blurred Lines » / « Give It 2 U » présenté aux MTV Video Music Awards de 2013,, à cause de l'attitude de Cyrus et de son twerk lors de cet événement. Ce medley fut d'ailleurs parodié par Tanja Dexters (miss Belgique 1998 et « Miley Cyrus flamande ») et par le présentateur Bart Verbeeck (alias Showbizz Bart (nl)), pendant la cérémonie des Story Awards 2013, à Hasselt en Flandre.
Le phénomène dépasse désormais les frontières du hip-hop. Le DJ d'electro house TJR en fait plusieurs fois mention dans les paroles de son titre Ass Hypnotized, par la suite mis en scène dans le clip d'une reprise en collaboration avec l'artiste Dances With White Girls. Le groupe de metal Mastodon collabore avec des danseuses de twerk dans son clip The Motherload.

### En France
Le groupe de danseuses Twerk Syndicate a effectué une prestation de twerking en première partie de soirée sur la chaîne NRJ 12 dans l'émission Qui allez-vous croire ? de Sébastien Cauet. Des danseuses de twerk se sont aussi produites le 2 décembre 2023 à l’Élysée-Montmartre lors du meeting de lancement de la liste de Marie Toussaint à l’élection européenne de 2024 et les tentatives de celle-ci et de personnalités d’EELV de les imiter ont été très critiquées dans son propre camp.

### Critique
Cette définition est contestée car le twerk ainsi que les danses dont il est dérivé ne sont pas automatiquement provocants et cette définition participe à la stigmatisation de ces danses comme inappropriées.